# Rethaan Macaré

Het geslachtswapen (1844)

Rethaan Macaré is een Nederlands adellijk geslacht dat in 1960 is uitgestorven. De oorsprong van het geslacht is te vinden in Frans-Henegouwen.

## Geschiedenis
De bewezen stamreeks begint met Jean Macaré die in 1567 vanuit Valenciennes in Henegouwen naar Antwerpen trok, en zich van daaruit in 1586 in Middelburg vestigde. Veel van zijn nakomelingen vervulden bestuurlijke functies in die laatste stad of trouwden met bestuurders daar. In 1844 werd een nazaat, Cornelis Anthony Rethaan Macaré (1792-1861), verheven in de Nederlandse adel en verkreeg zo het predicaat jonkheer. Met een kleinzoon van hem stierf het geslacht in 1960 uit.

## Enkele telgen
mr. Pieter Johan Macaré (1732-1781), tweede secretaris 1756-, eerste secretaris 1765, pensionaris 1770-† van Middelburg
- Pieter Johan Rethaan Macaré (1762-1828), schepen 1781-1795, raad 1784-1795 en 1815-, thesaurier 1787 van Middelburg, lid Provinciale Staten van Zeeland 1825-
  - jhr. Cornelis Anthony Rethaan Macaré (1792-1861), lid raad 1829- en wethouder 1836- van Middelburg, lid provinciale staten van Zeeland 1833-1848; in 1844 verheven in de Nederlandse adel; hij trouwde in 1839 met Florentine Jacobine Martine Ontijd (1812-1887), amateurschilder
    - jhr. mr. Pierre Jacques Florent Rethaan Macaré (1840-1878), rechter arrondissementsrechtbank Amsterdam
    - jhr. mr. Adrien Jonathan Rethaan Macaré (1842-1932), advocaat-generaal Hoge Raad der Nederlanden, lid gemeenteraad van Haarlem 1881-1900, lid Tweede Kamer der Staten-Generaal 1896-1900
      - jkvr. Florentine Cornelia Vincence Rethaan Macaré (1872-1929); trouwt 1922 met jhr. Henri François Schuurbeque Boeye (1858-1931), burgemeester, laatstelijk van Ermelo, lid provinciale staten van Gelderland
      - jkvr. Elizabeth Martine Rethaan Macaré (1874-1957), kunstschilderes
      - jkvr. Pauline Louise Rethaan Macaré (1881-1944); trouwde in 1903 met mr. Jan Houwink (1873-1943), president arrondissementsrechtbank Arnhem
      - jhr. mr. dr. Adrien Jacques Corneille Rethaan Macaré (1885-1960), lid 1922-1950 en buitengewoon lid 1950-† Octrooiraad, laatste telg van het adellijke geslacht Rethaan Macaré

  - Jacoba Susanna Rethaan Macaré (1799-1865); trouwt 1826 mr. Pieter Nicolaas Schorer (1794-1869), gemeenteontvanger te Middelburg
    - jhr. mr. Eduard Pieter Schorer (1837-1909), vicepresident arrondissementsrechtbank te Middelburg, lid gemeenteraad aldaar
      - jhr. mr. Jacob Schorer (1866-1957), homo-emancipator; hij werd vernoemd naar zijn grootmoeder Jacoba Macaré